# Henricus Radeker
Henricus Radeker   (1708 - 1774), segons les fonts Henrico o Henrik, fou un organista neerlandès de mitjan segle xviii.
Va ser organista i carillonneur de l'església principal de Haarlem i deixà diverses composicions per a clave.
El seu fill Johan, nascut a Haarlem el 1730, succeí al seu pare en aquell càrrec i va compondre tres Sonates per a clave i violí. A més publicà una gran descripció del gran orgue de Haarlem.